# Tjärnbergsheden
Tjärnbergsheden este o arie protejată (arie specială de conservare — SAC, sit de importanță comunitară — SCI) din Suedia întinsă pe o suprafață de 96,7 ha, integral pe uscat.

## Localizare
Centrul sitului Tjärnbergsheden este situat la coordonatele 64°36′34″N 20°44′07″E / 64.6095°N 20.7352°E.

## Înființare
Situl Tjärnbergsheden a fost declarat sit de importanță comunitară în decembrie 1995 pentru a proteja un număr necunoscut de specii din flora spontană și fauna sălbatică aflate în arealul zonei. Situl a fost protejat și ca arie specială de conservare în martie 2011.

## Biodiversitate
Situată în ecoregiunea boreală, aria protejată conține 3 habitate naturale: Mlaștini împădurite, Taiga vestică, Mlaștini turboase de tranziție și turbării mișcătoare.
La baza desemnării sitului se află un număr nedeclarat de specii protejate.